# Revenge (album d'Alastis)
 (juillet 2018).
Si vous disposez d'ouvrages ou d'articles de référence ou si vous connaissez des sites web de qualité traitant du thème abordé ici, merci de compléter l'article en donnant les références utiles à sa vérifiabilité et en les liant à la section « Notes et références ».
Pour les articles homonymes, voir Revenge.
Albums de Alastis
The Other Side
(1997) Unity
(2001)
Revenge est le quatrième album du groupe suisse Alastis, sorti sur le label Century Media en 1998.

## Liste des titres
1. Just Hate 3:40
2. Burnt Alive 4:32
3. Eternal Cycle 5:20
4. Sacrifice 4:30
5. Ecstasy 3:34
6. Like A Dream 5:03
7. Nemesis 3:55
8. Bring Down 3:40
9. Agony 3:54
10. Revenge 4:52

## Composition du groupe
- War D. : Guitare, Chant
- Acronoïse : Batterie
- Nick : Guitare
- Raff : Basse
- Waldemar Sorychta : Claviers